# БИЧ-18
БИЧ-18 — орнитоптер-мускулолёт конструкции Бориса Черановского.

## История
В 1920—1930-х годах Борис Черановский экспериментировал с моделями планёров-орнитоптеров. Наконец, по его проекту в 1937 году был построен орнитоптер-мускулолёт, получивший название БИЧ-18. 10 августа того же года лётчиком Р. А. Пищуевым был осуществлён первый полёт на нём. Испытания БИЧ-18 проходили по специально разработанной программе — сначала его испытывали как планёр, а затем как орнитоптер.
В ходе первой части испытаний выявились удовлетворительные устойчивость и управляемость планёра. Испытания в режиме орнитоптера показали низкую эффективность машущего полёта. Впоследствии крылья были сделаны эластичными, но в полёте они сильно вибрировали. Испытания аппарата не были завершены.

## Конструкция
Орнитоптер представлял собой  биплан с шарнирно закрепленными крыльями, которые приводились в движение пилотом. Крылья приводились в движение посредством тяг при действии пилота на подвесные педали. Машущий полёт осуществлялся путём попеременного сближения-отдаления консолей. Рули орнитоптера были изготовлены по классической схеме.

## Лётно-технические характеристики
- Размах крыла — 18,80 м;
- Площадь крыла — 10,00 м²;
- Нагрузка на крыло — 13 кг/м²;
- Масса:
  - пустого — 72 кг;
  - полётная — 130 кг;
- Максимальное аэродинамическое качество — 18;
- Экипаж — 1 человек.